# Domingo Monteverde
Juan Domingo de Monteverde y Rivas (San Cristóbal de La Laguna, Tenerife, 1773 - San Fernando, Cadix, 1832) est un marin, militaire et administrateur colonial espagnol qui, en défendant les intérêts de la Couronne d'Espagne, combattit la cause indépendantiste américaine entre 1812 et 1813 au Venezuela.
Il dirigea la campagne militaire qui provoqua la chute de la Première République vénézuélienne en 1812, après laquelle il est nommé Capitaine général du Venezuela. Cependant, il est vaincu un an plus tard, durant la Campagne Admirable de Simon Bolivar.
Il parvint au grade de Chef d'Escadre (amiral) de l'armada espagnole.

## Campagne au Venezuela
Dès 1810, les vents de l'insurrection commencent à souffler sur les colonies américaines. À Caracas, la Junte gouvernante, qui avait déclaré l'indépendance le 19 avril 1810, réaffirme la négation totale de l'autorité du roi d'Espagne par la ratification de la Déclaration d'indépendance du Venezuela, le 5 juillet 1811, établissant du même coup la Première République vénézuélienne, avec Francisco de Miranda comme chef militaire (dictateur). Monteverde est d'abord envoyé à Cuba et à Puerto Rico, avant de recevoir l'ordre de débarquer au Venezuela pour y étouffer la révolte et rétablir l'ordre colonial.